# Hastighedsbegrænser
Hastighedsbegrænsere er indretninger, som i motorkøretøjer begrænser køretøjets maksimale hastighed til den indstillede værdi gennem styring af brændstoftilførslen til motoren. I EUs medlemslande skal bestemte lastbiler og busser være udstyret med hastighedsbegrænser.

## Virkemåde
Hastighedsbegrænseren styrer brændstoftilførslen til motoren, idet stopmotoren ved forsøg på overskridelse af den indstillede maksimale hastighed (Vmax) aktiveres og indstiller mængden af brændstof som indsprøjtningspumpen tilfører motoren.
Hastighedsbegrænsere må i motorkøretøjer kun monteres og afprøves af offentligt godkendte motorkøretøjsfabrikanter, fabrikanter af hastighedsbegrænsere og disses repræsentanter samt af disse godkendte værksteder.
Mange effektstærke biler, specielt fra Audi, BMW og Mercedes-Benz, er også udstyret med hastighedsbegrænser som begrænser bilens maksimale hastighed til 250 km/t.